# Nummer negen seint New-York
Nummer negen seint New-York is het zestiende deel van de Bob Evers-boekenreeks van de schrijver Willy van der Heide. Het is het eerste deel van een trilogie waartoe verder de delen Een meesterstunt in Mexico en Trammelant op Trinidad behoren.

## Verhaal
Hoofdpersonen van de serie zijn de Nederlandse jongens Arie Roos en Jan Prins en hun Amerikaanse vriend Bob Evers.
Arie en Jan, zojuist geslaagd voor hun eindexamen H.B.S., bereiden een zomervakantie met Bob in de Verenigde Staten voor. Zij worden benaderd door Masters, een agent van de FBI, die zij goed kennen van een van hun eerdere avonturen. De FBI is op het spoor gekomen van een internationale bende die tegen grof geld immigranten illegaal de Verenigde Staten binnensmokkelt.
Arie en Jan gaan op verzoek van de FBI in Amsterdam als illegale immigrant scheep naar Amerika op een jacht dat deze bende voor dit doel gekocht heeft. Midden op de Atlantische Oceaan lijdt dit jacht schipbreuk, en de opvarenden worden opgepikt door een marinekotter met Masters aan boord, die het jacht gevolgd heeft. Arie en Jan volharden in hun rol van pseudo-immigrant, en worden met de overige opvarenden naar New York gebracht. Zij zien, samen met Bob die hen daar opwachtte, kans een onderdeel van de bende op Long Island op te rollen, waarbij zij tevens te weten komen dat het hoofdkwartier van de bende gevestigd is in Miami.

## Drukgeschiedenis
De eerste druk werd in 1954 gepubliceerd door de uitgeverij M. Stenvert & Zoon te Meppel in een hardcoveruitgave, met stofomslag en illustraties van Frans Mettes. Tot aan 1955 verschenen nog twee drukken.
In 1967 werd het formaat gewijzigd. Het boek werd voortaan gepubliceerd als pocketboek (17,5×11,5 cm). De tekst van deze uitgave was door de auteur bewerkt. De druknummering werd voortgezet en tot 1989 verschenen de volgende drukken:
- 1967 tot 1982: 4e t/m 17e druk, omslag van Moriën
- 1985 tot 1989: 18e t/m 19e druk, omslag van Bert Zeijlstra

In de pocketeditie zijn geen illustraties uit de hardcoveruitgave overgenomen.